# Castrignano de' Greci
Castrignano de' Greci es una localidad italiana de la provincia de Lecce, región de Puglia, con 4.148 habitantes.

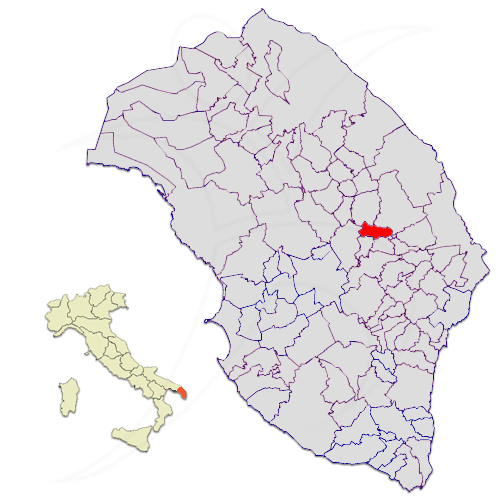
Ubicación de la ciudad de Castrignano de' Greci dentro de la provincia de Lecce.

## Evolución demográfica
| Gráfica de evolución demográfica de Castrignano de' Greci entre 1861 y 2001 |
|                                                                             |
| Fuente ISTAT - elaboración gráfica de Wikipedia                             |